# Eamon Dunphy
Pour les articles homonymes, voir Dunphy.
 Eamon Dunphy, né le 3 août 1945 à Dublin en Irlande, est un ancien joueur et entraîneur de football. Il a joué 23 fois pour l’équipe de la république d'Irlande de football. Après sa carrière sportive il est devenu une personnalité controversée du monde des médias irlandais en étant un présentateur de radio et de télévision expert en sport, un auteur de livres à succès. Il est spécialement connu pour avoir été l’analyste du football sur RTÉ lors des retransmissions des matchs de la  Premier League et de la Ligue des champions de l'UEFA. Il a été de nombreuses fois imité ou brocardé dans les émissions humoristiques irlandaises comme Scrap Saturday ou Après Match.
Dunphy a travaillé pour de nombreuses chaînes de télévision comme TV3 pour laquelle il présentait un talk show et les matchs de football. Il a été le premier présentateur de l’émission The Last Word sur Today FM. Entre 2004 et 2006, Dunphy a présenté le programme matinal sur la radio locale de Dublin 106 Radio Station. Il est ensuite recruté par RTÉ Radio 1, pour laquelle il présente un programme hebdomadaire appelé Conversations with Eamon Dunphy. Il arrête toutes ses collaborations audiovisuelles en 2009. Il continue à écrire un éditorial sur le football dans le journal irlandais Irish Daily Star.

## Sa carrière dans le football
Jeune footballeur prometteur, Eamon Dunphy quitte Dublin pour intégrer le centre de formation de Manchester United. Il ne réussit pas à intégrer l’équipe première et est obligé de quitter le club. Il part pour York City FC, puis Millwall FC, Charlton Athletic et Reading FC. C’est à Millwall que Dunphy connait sa meilleure période. Il est considéré dans ce club comme un milieu de terrain intelligent et volontaire.
Eamon Dunphy joue en équipe de la république d'Irlande de football de 1965 à 1971, soit 23 sélections au total. Il est à ce titre le joueur de Millwall le plus capé au niveau international.
Après son retour en Irlande, il se lance dans la carrière d’entraîneur. En 1977, après un passage comme professeur de football au St Bendilduous College, il rejoint Johnny Giles aux Shamrock Rovers et est responsable des équipes de jeunes tout en jouant dans l’équipe première. Giles souhaite faire des Rovers le premier club complètement professionnel et veut développer la formation des jeunes footballeurs irlandais pour permettre au club de rivaliser avec les grands clubs européens. Dunphy, malgré le gain de la Coupe d'Irlande de football en 1978 et deux apparitions en coupes d’Europe, n’est plus motivé par le football pratiqué en Irlande et décide de se concentrer sur une carrière de journaliste.

## Sa carrière dans le journalisme
Après avoir arrêté sa carrière de footballeur, Dunphy commence à écrire sur le football dans le Sunday Tribune puis écrit des éditoriaux réguliers sur le même sujet dans le Sunday Independent.
Il collabore aussi au Ireland on Sunday (aujourd’hui dénommé The Irish Mail on Sunday), au Sunday Press maintenant disparu et pour l’Irish Examiner.
Depuis les années 1980, Eamon Dunphy a aussi écrit plusieurs livres. Son premier et celui qui le plus été vendu est Only a Game?: Diary of a Professional Footballer, une autobiographie racontant son passage à Millwall.
En 1985, il est engagé par le groupe de rock U2 et leur manager Paul McGuinness pour écrire l’histoire du groupe des origines au lancement de leur dernier album, The Joshua Tree. Le livre intitulé Unforgettable Fire - The Story of U2 est publié en 1988. Le groupe se dit alors mécontent de certains passages.
Dunphy écrit aussi un ouvrage sur Matt Busby l’entraîneur de Manchester United et en 2002 il est le nègre littéraire de Roy Keane dans la rédaction de son autobiographie.

### À la télévision et à la radio
À partir du milieu des années 1980, Eamon Dunphy est un consultant pour l’analyse du football sur RTÉ. Il est le consultant privilégié du football anglais depuis que la télévision publique irlandaise en a acheté les droits de retransmission.
Il travaille aussi pour la radio. Il a été après 1997 le premier présentateur de l’émissionThe Last Word sur Today FM.

## Sources
- (en) Stephen McGarrigle, The Complete who's who of Irish international football : 1945-1996, Edimbourg, Mainstream Publishing, octobre 1996, 237 p. (ISBN 1-85158-894-9), p. 62